# New Moon Daughter
New Moon Daughter è un album della cantante jazz Cassandra Wilson pubblicato nel 1996 che ha raggiunto la prima posizione nella classifica Jazz Albums ed ha vinto il Grammy Award for Best Jazz Vocal Performance.

## Tracce
1. Strange Fruit – 05:33 (Lewis Allan)
2. Love Is Blindness — 04:53 (Bono, Adam Clayton, The Edge, Larry Mullen, Jr.)
3. Solomon Sang — 05:56 (Cassandra Wilson)
4. Death Letter — 04:12 (Son House)
5. Skylark — 4:08 (Hoagy Carmichael, Johnny Mercer)
6. Find Him  - 04:37 (Wilson)
7. I'm So Lonesome I Could Cry — 04:50 (Hank Williams)
8. Last Train to Clarksville — 05:15 (Tommy Boyce, Bobby Hart)
9. Until — 06:29 (Wilson)
10. "A Little Warm Death" — 05:43 (Wilson)
11. Memphis — 05:04 (Wilson)
12. Harvest Moon — 05:01 (Neil Young)
13. 32-20 — 05:23 (Robert Johnson)

## Formazione
- Cassandra Wilson – voce, chitarra acustica
- Cyro Baptista – percussioni, Jew's-Harp, shaker
- Dougie Bowne – percussioni, vibrafono
- Gary Breit – organo Hammond
- Kevin Breit – chitarra acustica e electtrica, banjo, bouzouki
- Brandon Ross – chitarra acustica e electtrica
- Charles Burnham – violino
- Tony Cedras– fisarmonica
- Graham Haynes – cornetta
- Lawrence "Butch" Morris – cornetta
- Jeff Haynes – percussioni, bongos
- Peepers – background vocals
- Mark Peterson – basso
- Lonnie Plaxico – basso
- Gib Wharton – chitarra
- Chris Whitley – chitarra (solo nel brano 1)